# Caixon
Caixon è un comune francese di 436 abitanti situato nel dipartimento degli Alti Pirenei, nella regione dell'Occitania.

## Società

### Evoluzione demografica
Abitanti censiti